# Puvalur
Puvalur là một thị xã panchayat của quận Tiruchirappalli thuộc bang Tamil Nadu, Ấn Độ.

## Nhân khẩu
Theo điều tra dân số năm 2001 của Ấn Độ, Puvalur có dân số 7745 người. Phái nam chiếm 50% tổng số dân và phái nữ chiếm 50%. Puvalur có tỷ lệ 76% biết đọc biết viết, cao hơn tỷ lệ trung bình toàn quốc là 59,5%: tỷ lệ cho phái nam là 84%, và tỷ lệ cho phái nữ là 69%. Tại Puvalur, 10% dân số nhỏ hơn 6 tuổi.